# Xã Capel, Quận Sioux, Iowa
Xã Capel (tiếng Anh: Capel Township) là một xã thuộc quận Sioux, tiểu bang Iowa, Hoa Kỳ. Năm 2010, dân số của xã này là 474 người.